# Universal Music France
Universal Music France est une entreprise française de l'industrie musicale créée le 1er décembre 1997. Filiale française de la major Universal Music Group, dirigée par Lucian Grainge et implantée dans plus de 60 pays.
Universal Music France compte à son répertoire les plus grands artistes locaux et internationaux, couvrant tous les genres musicaux : pop, urbaine, variété, électro, jazz et classique.

## Histoire
La plus ancienne entité, Deutsche Grammophon Gesellshaft, est fondée en 1898. Elle est à l'origine du label Polydor créé en 1924. 
C'est à partir des années 1960 que le groupe prend réellement forme avec l'alliance des sociétés Philips (propriétaire des disques Philips et Fontana) et Siemens (propriétaire de Deutsche Grammophon/Polydor). De cette alliance naît la société PolyGram en 1972.
Le groupe s'enrichit au cours des années au travers de nombreuses acquisitions : Mercury,  Barclay, Island Records, A&M Records, etc.
En 1998, l'acquisition de PolyGram par le groupe canadien Seagram et sa fusion avec MCA Records (Music Corporation of America), détenu par Seagram depuis 1995, donnent naissance à Universal Music Group (UMG) qui devient filiale de Vivendi Universal après la fusion de Vivendi et Seagram en 2000. Les deux dernières grandes acquisitions d'UMG sont celles de BMG Music Publishing en 2007 et d'EMI Music en 2012 (hors certains actifs dont EMI Music France).
Pascal Nègre est nommé président d'Universal Music France en décembre 1998. En février 2016, il est remplacé par Olivier Nusse, ancien directeur général de Mercury France, entré dans le groupe en 1994.

## Organisation

### Dirigeants
- Olivier Nusse : président du Directoire
- Patrick Picaud : Directeur général adjoint / Directeur financier
- Sébastien de Gasquet : Directeur général adjoint / Secrétaire général
- Natacha Krantz-Gobbi : Directrice de la communication
- Thibault Kuhlmann : Directeur général A&R Studios
- Jean-Charles Mariani : Responsable de la stratégie digitale
- Georges de Sousa : Directeur commercial
- Bertil David : Directeur général Universal Music Publishing France

### Labels
- Barclay, dirigé par Georges de Sousa
- Bendo Music, dirigé par Maxime Boyer
- Capitol, dirigé par Alexandre Kirchhoff
- Carthage, dirigé par Alexandre Saadi
- Decca, dirigé par Georges De Sousa
- Island Def Jam, dirigé par Guénaël Geay
- MCA, dirigé par Alexandre Leclerc
- Mercury, dirigé par Georges de Sousa
- Panthéon, dirigé par Georges De Sousa
- Phonogram, dirigé par Georges De Sousa
- Polydor, dirigé par Guénaël Geay
- Romance Musique, dirigé par Stéphane Espinosa
- Vertigo, dirigé par Virginie Dubois
- Virgin, dirigé par Thomas Lorain.